# Calliphora nothocalliphoralis
Calliphora nothocalliphoralis är en tvåvingeart som beskrevs av Miller 1939. Calliphora nothocalliphoralis ingår i släktet Calliphora och familjen spyflugor. Inga underarter finns listade i Catalogue of Life.